# Laodamia (hija de Belerofonte)
Laodamia o Laodamía (en griego Λαοδάμεια, Laodámeia), también llamada Deidamia o Hipodamía, es un personaje femenino de la mitología griega, hija del héroe Belerofonte que tuvo unión con Zeus y he aquí que nació Sarpedón, uno de los héroes de la guerra de Troya.
Homero dice que la hija de Preto dio a luz tres hijos del belicoso Belerofontes: Isandro, Hipóloco y Laodamia. Junto a Laodamia vino a yacer el providente Zeus, y ésta alumbró a Sarpedón, de broncíneo casco, igual a un dios. Por su orgullo Laodamía fue asesinada por Artemisa mediante un disparo que le produjo la muerte instantánea cuando estaba tejiendo. Otros dicen que la esposa de Preto y madre de Laodamía era Filónoe, hija de Yóbates.
Diodoro Sículo dice que el hijo de Sarpedón (hijo de Zeus y Europa), Evandro, le sucedió en el reino de Licia, se casó con Deidamia, la hija de Belerofontes, y engendró a otro Sarpedón, que participó en la expedición contra Troya. Y otros más dicen que Hipodamía o Lodamía tuvo unión tanto con Janto como con Zeus, pero sea como fuere fue la madre de Sarpedón.